# 지상에서 맺지못할 사랑
"지상에서 맺지 못할 사랑"는 한국에서 제작된 김성민 감독의 1960년 영화이다. 김석훈 등이 주연으로 출연하였고 방의석 등이 제작에 참여하였다.

## 출연

### 주연
- 김석훈
- 이민자
- 김승호

## 기타
- 원작자: 김래성
- 조명: 고해진
- 녹음: 조종국
- 미술: 이봉선